# Nemania diffusa
Nemania diffusa (Sowerby) Gray – gatunek grzybów z rodziny próchnilcowatych Xylariaceae.

## Systematyka i nazewnictwo
Pozycja w klasyfikacji według Index Fungorum: Nemania, Xylariaceae, Xylariales, Xylariomycetidae, Sordariomycetes, Pezizomycotina, Ascomycota, Fungi.
Po raz pierwszy gatunek ten opisał w 1802 r. James Sowerby, nadając mu nazwę Sphaeria diffusa. Obecną nazwę nadał mu Samuel Frederick Gray w 1821 r.
Ma 10 synonimów. Niektóre z nich:
- Hypoxylon vestitum Petch 1924
- Nemania unita (Fr.) Krieglst. & Enderle 1989[2].

## Morfologia
Na drewnie lub korze tworzy podkładki o kształcie od krążkowatego do wydłużonego, o długości 5–55 mm, szerokości 5–15 mm i grubości 0,8–1 mm. Powierzchnia o barwie od ciemnobrązowej do czarnobrązowej z niepozornymi wzgórkami na obwodzie, w okresie niedojrzałym pokryta warstwą strzępek o barwie białej do szarawej. Perytecja jajowate, o średnicy 0,4–0,6 mm, wysokości 0,6–0,9 mm. Ostiole drobno lub grubo brodawkowate, czarne. Substancja między perytecjami ciemnoszara, węglista, brzeg zwykle kończący się ostro.
Worki cylindryczne, o długich trzonach, części zarodnikowe o długości 70–80 µm i szerokości 6–7 µm, trzony o średniej długości 80 µm, z amyloidalnym aparatem apikalnym, w kształcie prostopadłościanu do odwróconego kapelusza, o wysokości 2–3 µm i szerokości 1,5–2,5 µm. Askospory 9,5–12,5 × 4–5,5 µm, ciemnobrązowe, elipsoidalne, nierównoboczne, czasami z jednym końcem dziobatym, jednorzędowe w worku, z wyraźną porą rostkową na mniej wypukłej stronie.

## Występowanie i siedlisko
Podano stanowiska Nemania diffusa na wszystkich kontynentach poza Antarktydą, w Polsce tylko jedno stanowisko w 1908 r.
Nadrzewny saprotrof. Występuje głównie na drewnie lub korze dębów, ale sporadycznie także na klonie polnym, kasztanie jadalnym, Cleszczynie pospolitej, bluszczu pospolitym, buku pospolitym, jesionie wyniosłym, śliwie tarninie i róży dzikiej. Godne uwagi jest również jego występowanie na bambusie.